# Sacrificio di Isacco (Ghiberti)
Il Sacrificio di Isacco è una formella bronzea con dorature di Lorenzo Ghiberti fusa in occasione della partecipazione al concorso del 1401 per la porta nord del Battistero di Firenze. Oggi si trova nel Museo del Bargello a Firenze.

## Storia

### Il concorso del 1401
La competizione, alla quale parteciparono anche Filippo Brunelleschi, Jacopo della Quercia e altri, fu vinta proprio da Ghiberti e il confronto con l'unica altra formella superstite, quella di Brunelleschi, testimonia straordinariamente le tendenze della scultura fiorentina dell'epoca durante il trapasso da gotico internazionale al rinascimento.
Il rinnovo delle forme artistiche a Firenze concise infatti con due strade principali: da un lato l'importazione degli stilemi del gotico, che nel secolo precedente erano stati rifiutati dalla scuola locale, dall'altro l'adesione a un più radicale classicismo, in linea con la valorizzazione della tradizione locale e delle origini romane della città promossa dai cancellieri della Repubblica come Coluccio Salutati.
Una commissione valutò le opere pervenute, che dovevano raffigurare un Sacrificio di Isacco entro un quadrilobo, come quelli già usati da Andrea Pisano nella porta più antica. Le figure presenti dovevano essere Abramo nell'atto di sacrificare il figlio su un altare, l'angelo che interviene per fermarlo, l'ariete che dovrà essere immolato al posto di Isacco e infine il gruppo con l'asino e i due servitori.
La vittoria andò a Ghiberti, seppur di stretta misura. Dopo la sconfitta Brunelleschi compì un viaggio a Roma dove poté studiare i modelli classici che saranno alla base della sua produzione artistica.

### Vicende successive
Quando si decise di rappresentare il Nuovo Testamento piuttosto che il Vecchio sulle formelle della porta, i due Sacrifici vennero messi da parte. Un versamento a "Nencio di Bartoluccio", cioè Ghiberti stesso, nel marzo 1403 si riferì probabilmente proprio all'acquisto della formella e al rimborso per le spese di doratura (eseguita proprio in quel periodo). L'idea fu quindi quella di usare la formella nella terza porta, venendo intanto collocata nella sala delle udienze del palazzo dell'Arte di Calimala, ma com'è noto tali piani non si avverarono.
Donata in seguito a Cosimo il Vecchio e da lui collocata sull'altare della Sagrestia Vecchia in San Lorenzo, passò in seguito al Guardaroba granducale. Pietro Leopoldo la spostò agli Uffizi e dopo il 1859 passò al Museo del Bargello.

## La formella di Ghiberti
Ghiberti divise la scena in due zone verticali armonizzate da uno sperone roccioso inclinato trasversalmente, sulla sommità del quale si trova l'ariete. A sinistra si vedono due servitori con l'asino, a destra la potente figura corrucciata di Abramo, avvolta in un mantello svolazzante, brandisce il coltello all'altezza delle spalle e lo punta contro Isacco, inginocchiato su un altare e dotato di un corpo ben tornito plasticamente, di ispirazione classica (probabilmente cita il Torso Gaddi che forse era già di proprietà dello stesso Ghiberti). L'angelo di Dio, che arriva per interrompere il sacrificio, si trova in alto a destra ed è composto per metà, come se stesse apparendo da un nimbo. Le figure appaiono inscritte in un quadrato che non sfrutta tutto lo spazio disponibile e la presenza dello sfondo roccioso crea un trapasso graduale tra figure e sfondo, privo dei forti chiaroscuri presenti per esempio nell'opera di Brunelleschi: lo spazio sembra così "avvolgente" (non più un semplice supporto dove collocare le figure), facendo da modello agli esperimenti di stiacciato di Donatello.
Nonostante alcuni dettagli più espressivi, come il volto di Abramo, la narrazione è pacata, basata sull'armonia dell'insieme con il calmo atteggiarsi di Isacco e il distaccato passeggiare dei due spettatori in conversazione tra loro. Le figure hanno pose eloquenti, ma senza trasalimenti.
Vi convivono con straordinaria sintesi sia elementi del gotico (come l'arcaicistica roccia spigolosa, antiquata già al tempo di Giotto) e del tardo gotico (come l'elegante e cadenzata linea del panneggio), sia elementi aggiornati all'antico, come le proporzioni dei corpi, soprattutto quello nudo di Isacco, che "ostenta" un perfetto modellato, che ricorda, assieme alle girali sull'altare, opere dell'arte ellenistica.
Ghiberti fece quindi una selezione tra i vari stimoli disponibili in quell'epoca, legati da una perfetta padronanza tecnica. L'effetto d'insieme assomiglia a un gioiello antico, levigato e tornito, dove prevale l'attività dell'orafo piuttosto che dello scultore e che gli valse la vittoria, anche se di stretta misura. Di sicuro venne tenuto conto anche dell'altissima qualità tecnica: la formella di Ghiberti è infatti fusa in un solo pezzo, tranne il braccio sporgente di Abramo e il corpo di Isacco.

## Confronto con Brunelleschi

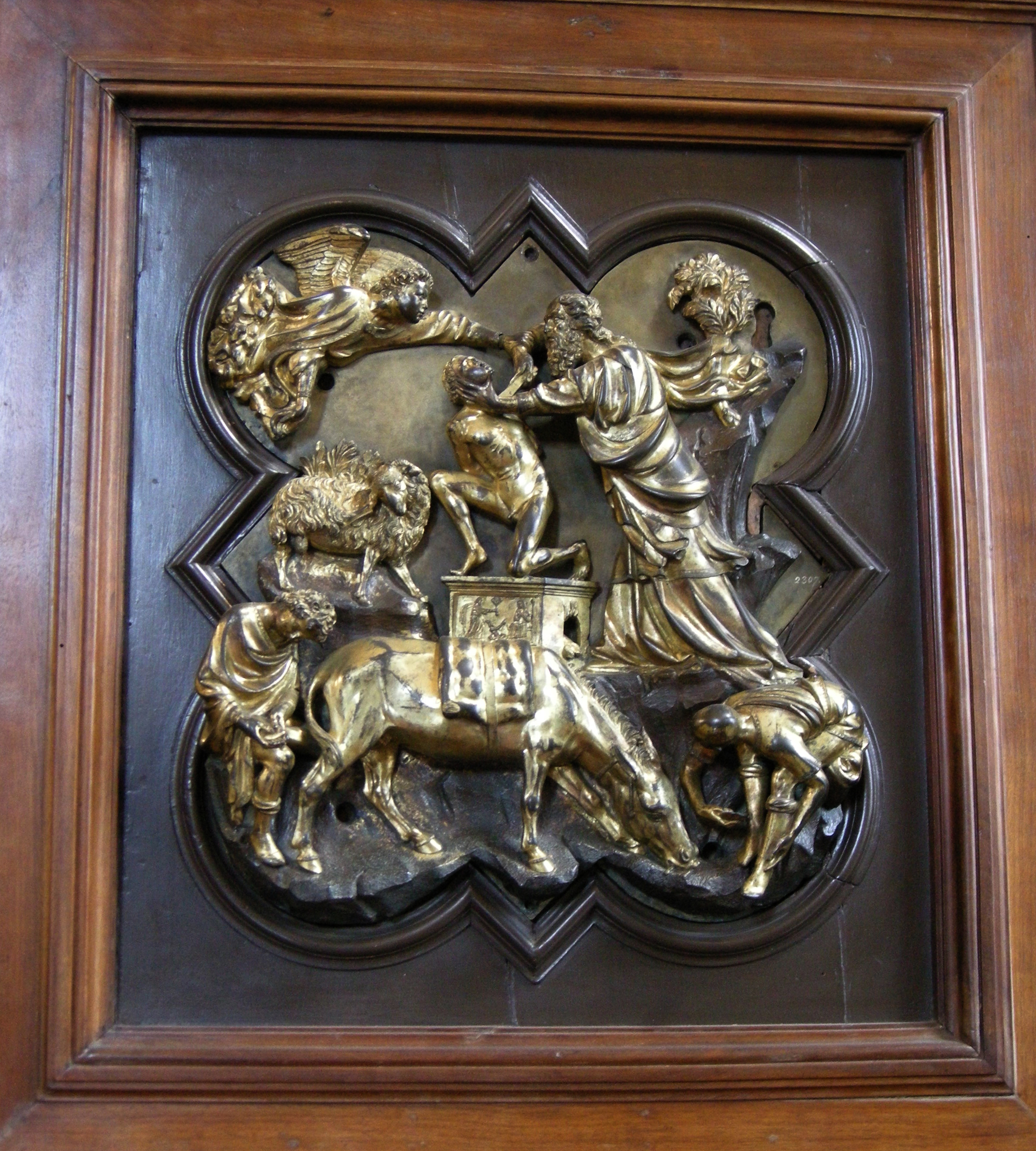
Sacrificio di Isacco, Brunelleschi

La stessa opera eseguita da Brunelleschi contiene elementi molto diversi: innanzitutto lo spazio è diviso orizzontalmente, con le figure che occupano tutto il posto disponibile, adattandosi alle linee curve e dritte del quadrilobo. Le figure sono più staccate dallo sfondo, quasi proiettate verso lo spettatore, e la scena è molto più eloquente, per la rappresentazione dell'angelo che arriva a fermare con la mano il braccio di Abramo, già proteso col coltello sul collo del figlio. La composizione è organizzata con linee di forza perpendicolari, che esprimono l'urto delle volontà opposte di Abramo, di Isacco e dell'angelo. Anche Brunelleschi citò l'antico, ma in maniera più diretta, inserendo in basso a sinistra un'interpretazione fedele dello Spinario, opera ellenistica oggi agli Uffizi. La formella di Brunelleschi è quindi più drammatica e più originale nel modo di far rivivere l'azione, per questo più proiettata verso il futuro, mentre quella di Ghiberti è più accondiscendente al gusto tradizionale. La vittoria del secondo viene in genere indicata come l'apertura di Firenze ai modi del gotico internazionale, mentre l'orientamento classicista (e quindi rinascimentale) non poteva dirsi ancora maturato.